# Пападопуло Віталій Володимирович
Віталій Володимирович Пападопуло (рос. Виталий Владимирович Пападопуло; нар. 13 липня 1963, Красний Сулін, Ростовська область, РРФСР) — радянський та російський футболіст грецького походження, захисник, півзахисник та нападник.

## Клубна кар'єра
Вихованець ростовського футболу. З 1980 року розпочав грати за місцевий СКА. Зіграв 6 матчів у вищій лізі. У 1983 році допоміг команді повернутися у вищий дивізіон. З 1983 по 1987 рік виступав за «Ростсільмаш». У 1985 році разом з командою вийшов у першу лігу. У 1988 році повернувся в СКА, за який у двох сезонах зіграв 80 матчів і забив 33 м'ячі. У 1990 році повернувся в «Ростсільмаш», але відігравши один рік, перейшов в АПК. У 1991 році спробував свої сили в фінському клубі «Палло-Ірот», але вже через півроку повернувся в СРСР. З 1991 по 1992 рік захищав кольори херсонського «Кристалу» (наступного року клуб змінив назву на «Таврія») в останньому розіграші Другої нижчої ліги СРСР та в першому розіграші Першої ліги чемпіонату України. У 1992 році перейшов у нижегородський «Локомотив», який виступав на той час у вищій лізі. 5 травня 1992 року в матчі проти самарських «Крил Рад» дебютував у чемпіонаті Росії. У «Локомотиві» не був гравцем основного складу, за сезон зіграв 11 матчів, в основному виходячи в кінцівці матчів. У 1992-1993 роках грав за грецькі клуби «Паніоніос» та «Каламата», але не досягнувши успіху в цих клубах, повернувся в Росію. У 1994-1996 роках грав за «Ростсільмаш». У 1994 році допоміг команді вийти у вищу лігу. Всього в різних лігах СРСР і Росії зіграв за ростовський клуб 244 матчі і забив 74 м'ячі. У 1997 році перейшов до «Торпедо» (Арзамас). У 1999 році виступав в аматорському клубі «Максіма» (Ростов-на-Дону). У 2005 році у віці 43 років завершив кар'єру футболіста, останнім клубом став аматорський «Батайськ».

## Кар'єра тренера
По завершенні кар'єри гравця розпочав тренерську діяльність. З 2006 по 2010 рік працював у ФК «Батайськ-2007» на різних посадах — асистента головного тренера, віце-президента з питань безпеки та адміністратора клубу.

## Досягнення
- Перша ліга чемпіонату СРСР
  -  Чемпіон (1): 1985
  -  Срібний призер (1): 1984

- Перша ліга чемпіонату Росії
  -  Срібний призер (1): 1994